# Laure Gauthier
Laure Gauthier (Courbevoie, 1972) es una escritora y poeta francesa.

## Biografía
Laure Gauthier escribe relatos, poemas y textos para obras multimedia. Entre sus obras destacan les corps caverneux, publicada en 2022, je neige (entre les mots de villon), publicada en 2018, y kaspar de pierre, publicada en 2017.
Desde 2013, su trabajo poético se ha publicado en varias revistas en Francia (TESTE, Remue.net, Po&sie, Place de la Sorbonne, Sarrazine, L'Etrangère, La moitié du fourbi, Vacarme, COCKPIT voice recorder, etc.), México (Ablucionistas, Círculo de poesía), Italia (Atelier, Insula Europea, etc.), Suiza (Cenobio), Austria (manuskripte) y Taiwán (Asymptote). También actúa en lecturas públicas en varios países de Europa.
Es profesora de artes escénicas contemporáneas en la Universidad de Reims Champagne-Ardenne.

## Obra

### Poesía

#### Voz e imágenes
En sus libros, Laure Gauthier otorga un espacio particular al estatus de la voz, lo que le permite mantener una tensión entre una poesía sin sujeto y una poesía encarnada. En kaspar de pierre, "la individualidad se anula, la escritura del yo deja paso al vacío blanco de la página. La autora desplaza el foco de la palabra de kaspar a la nuestra, a nuestra audición, para crear un espacio donde podamos vivir juntos, donde podamos existir juntos hablando (...)" (T. U. Comte, La Nouvelle Quinzaine littéraire).
El trabajo sobre la voz va acompañado de una renovación del estatus de la imagen poética: la imagen es una emergencia, es el punto de encuentro entre la sensación y la idea, lo que Johan Faerber llama "la imagen-idea" en la revista Diakritik acerca de je neige (entre les mots de villon). Esta cuestión del estatus de la imagen poética se plasma también en un pensamiento de renovación de la écfrasis.
Encontramos en cada uno de los textos un poliperspectivismo: no hay una poesía estrictamente objetiva o centrada en el yo, sino también una encarnación estallada, una polifonía que es un espacio de vigilancia. Si hay un lirismo, es un lirismo transubjetivo, que permite crear una brecha vigilante entre las voces, como en je neige (entre las palabras de Villon) donde se entrecruzan "tres voces, quizás cuatro, la de François Villon, la de otros, la de sus otros".

#### Prosa y poesía
En Le Monde, Didier Cahen describe la obra de Laure Gauthier como la de una "artista sonora", en la que se funden "pulsaciones rítmicas, un tempo dinámico y sentidos electrizados".
En la mayoría de los casos, los textos de Laure Gauthier alternan partes en prosa, prosa poética y poemas. Los poemas surgen como una nota de blues, en los momentos en que respira la narración, que se vuelve estructurada, fluida o, por el contrario, suspendida según la amenaza exterior.
La escritura de Laure Gauthier se caracteriza por su movilidad, su plasticidad y su fuerza cinética: el lenguaje "truena, pulsa, brota, ríe, ilumina, se revuelve para finalmente existir en y por sí mismo".

#### Poesía, archivos, y prensa amarilla
En los textos poéticos de Laure Gauthier, la cuestión del ataque generalizado desde el exterior, desde la sociedad capitalista tardía, a la intimidad del individuo y a su lenguaje, se plantea siempre de forma diferente: el enterramiento bajo los bienes materiales, la complacencia hacia la violencia, el gusto por el sensacionalismo, lo que ella llama la "tabloidización" o el exotismo.
Los archivos son una fuente importante de inspiración para la poeta. La cité dolente, por ejemplo, evoca hechos reales; kaspar de pierre se basa en la historia del huérfano Kaspar Hauser. Y je neige (entre les mots de villon) dialoga con la biografía y la obra de François Villon y al mismo tiempo manteniendo las distancias.
Estos libros adoptan una posición compleja con respecto al archivo: los archivos son "sospechosos de querer restaurar la vida. Como si fueran una afirmación (...) mientras que el poema sólo pretende ser una sugerencia". Las narraciones se basan en documentos, pero Laure Gauthier sitúa la narración poética ligeramente fuera del campo de las huellas históricas "para dejar entrever lo que hay debajo del documento, lo que está vivo y se levanta junto a los hechos registrados".

### Poesía y música
Desde 2018, Laure Gauthier decide explorar los enlaces entre la poesía y la música contemporánea para la revista Remue.net con la complicidad de Sébastien Rongier. Aboga por la superación de las fronteras entre poesía sonora y poesía escrita, y por un diálogo renovado entre la poesía y la música contemporánea.
En diálogo con Philippe Langlois, director de pedagogía y acción cultural del Ircam, desarrolla un seminario sobre "poesía y música hoy" (2017-2020). Tras un siglo de crisis del lirismo, busca rearticular un diálogo entre compositores y poetas.

### Obra multimedia y transmedia
Su trabajo poético sobre la enunciación y la polifonía continúa a través de la colaboración con artistas contemporáneos, como Fabien Lévy, Núria Giménez-Comas y Xu Yi. Laure Gauthier busca nuevas formas poéticas transmedia en las que el poeta se concibe como coautor. "Nun hab' ich nichts mehr", por ejemplo, es una pieza para soprano de coloratura, conjunto instrumental y electrónica, con música de Fabien Lévy. "Back into Nothingness" es un monodrama principalmente hablado para actriz soprano, coro y electrónica, con música de Núria Giménez-Comas. Les métamorphoses du serpent blanc, es un relato lírico en seis canciones, con música de Xu Yi. En 2018, colaboró con Pedro García-Velásquez y Augustin Mueller utilizando fragmentos de sus textos y su voz grabada en una instalación sonora en 3D "Estudios de teatro acústico" que se presentó en el ZKM de Karlsruhe. 
En 2022, vuelve a colaborar con ambos artistas, en la concepción de Remember the future, una instalación poética y sonora que ofrece una siesta acústica, para la que escribió los textos y grabó su voz. Creada el 24 de marzo de 2022 en el Cesaré-cncm, esta instalación propone un viaje por lugares perdidos y espacios íntimos en un intento de sacar a la luz imágenes enterradas en ausencia de imagen real.

### Libros de poesía
- Les corps caverneux, Paris, LansKine, 2022[27]
- Éclectiques Cités, Paris, Acédie 58, 2021, 92 p.[28]
- je neige (entre les mots de villon), Paris, LansKine, 2018, 72 p.[2]
- kaspar de pierre, Bruxelles, La Lettre Volée, 2017, 52 p.[3]
- La cité dolente, Cirey-Sur-Blaise, Châtelet-Voltaire, 2015, 72 p.[20]
- marie weiss rot, marie blanc rouge, Sampzon, Delatour France, 2013, 230 p.[29]

### Libros traducidos
- Kaspar aus stein, Andreas Unterweger (trad.), Edition Tannhäuser, 2021[30]
- kaspar di pietra, edición bilingüe francés / italiano, Gabriella Serrone (trad.), Macabor, 2021[31]
- La città dolente, edición bilingüe francés / italiano, Gabriella Serrone (trad.), Macabor, 2018[32]

### Ensayos
- Laure Gauthier, D'un lyrisme l'autre, la création entre poésie et musique. Laure Gauthier en dialogue, Paris, MF, 2022[33]
- Jean-François Candoni & Laure Gauthier (dir), Les grands centres musicaux du monde germanique (XVIIe-XIXe s.), Paris, PUPS, 2014, 495 p.[34]
- Laure Gauthier, L’opéra à Hambourg (1648-1728), Naissance d’un genre, essor d’une ville, Paris, PUPS, 2010, 459 p.[35]
- Laure Gauthier & Mélanie Traversier, Mélodies urbaines : la musique dans les villes d’Europe (XVIe-XIXe siècles), Paris, PUPS, 2008, 360 p.[36]

### Textos para obras multimedia

#### Obras musicales
- Les métamorphoses du serpent blanc, música de Xu Yi, creación en el CRR de Paris, 2020[25]
- Back into nothingness, monodrama principalmente hablado para actriz soprano, coro y electrónica, musique Núria Giménez-Comas (producción Grame cncm, coprod. Ircam, Spirito, Festival Archipel-Genève y TNP), creada en el TNP los 16 y 17 de marzo de 2018 (Biennale Musiques en scène) y el 24 de marzo de 2018 en el Festival Archipel de Ginebra[24]
- Nun hab’ ich nichts mehr, pieza para soprano de coloratura, conjunto instrumental y electrónica, música de Fabien Lévy, Berlín, editorial Ricordi, estreno en el Teatro Regio di Parma el 13 de octubre de 2016, y luego en el Festival Eclat de Stuttgart el 5 de febrero de 2017[23]

#### Instalaciones
- Remember the future, instalación poética y sonora para difusión en 3D e instrumentos autómatas, concebida por Laure Gauthier, Pedro García-Velásquez y Augustin Muller, creación el 24 de marzo de 2022 en el Cesaré-cncm[37]
- Commanderie (2019), for robotic arms, 3D sound installations and live concerts, Pedro García-Velásquez[38]
- Etudes de théâtre acoustique (2018), instalación sonora 3D de Pedro-García Velásquez y Augustin Muller, textos y voz de Laure Gauthier[26]
- La forêt blanche (2019), instalación multimedia, texto y voz de Laure Gauthier, instalación plástica de Sylvie Lobato, máquinas de luz de Laurent Bolognini, instalación sonora de Martin Saëz[39]

### Adaptaciones fílmicas
- "kaspar de pierre" de Laure Gauthier, Thierry De Mey (dir.), Eroica productions 2018, 25 minutos[40]

## Documentación

### Acerca deles corps caverneux(2022)
- Alain Nicolas, « Laure Gauthier en route sur la voie caverneuse », L'Humanité, 23.03.2022[41]
- Pierre Ménard, "En lisant en écrivant : lectures versatiles #51", Liminaire, 08.04.2022[42]
- Adrien Meignan, "les corps caverneux", "Un dernier livre avant la fin du monde", 04.02.2022[43]
- Christian Rosset, "les corps caverneux", Diakritik, 02.02.2022[44]
- Gilles Jallet, "les corps caverneux", remue.net, 31.01.2022[45]
- Georges Guillain, « Ne rien laisser s’enfermer. Sur les corps caverneux de Laure Gauthier », Les Découvreurs, 28.01.2022[46]
- François Huglo, "les corps caverneux", Sitaudis, 21.01.2022[47]
- « les corps caverneux », cockpit critique club, COCKPIT voice recorder, n°16 / diciembre de 2021
- Rémy Soual, "les corps caverneux", Recours au Poème, 20.04.2022[48]

### Acerca deje neige (entre les mots de villon)(2018)
- Katia-Sofia Hakim, Une lecture de “je neige (entre les mots de villon)”, Place de la Sorbonne, revista internacional de poesía de Sorbonne Université, Paris, Sorbonne Université Presses (SUP), 2020[49]
- Isabelle Alentour, “je neige (entre les mots de villon)”, Poezibao[50]
- François Bordes, “Laure Gauthier, ‘Je neige (entre les mots de villon)'”, Revue du Mauss permanente[51]
- Dominique Boudou, “je neige (entre les mots de villon)”, Jacques Louvain[52]
- Roland Cornthwaite, “Laure Gauthier”, Gare Maritime, antología de la Maison de la poésie de Nantes, p. 39-40[53]
- Georges Guillain, “je neige (entre les mots de villon)”, Les Découvreurs[54]
- Pierre Maubé, “je neige (entre les mots de villon)”, Place de la Sorbonne n°7, Presses de Sorbonne Université, p. 129-130[55]
- Angèle Paoli, “je neige (entre les mots de villon). Partir dans la langue pour se départir”, Terres de femmes
- Christophe Stolowicki, “je neige (entre les mots de villon)”, Libr-critique[56]

### Acerca dekaspar de pierre(2017)
- Bernard Banoun, “kaspar de pierre”, CCP, febrero de 2018, Cahier critique de poésie[57]
- François Bordes, “kaspar de pierre”, Secousses, n°23, noviembre de 2017
- Thibault Ulysse Comte, “Ce chemin vers rien de certain. Kaspar de pierre”, La Nouvelle Quinzaine littéraire, n°1190, marzo de 2018[58]
- Georges Guillain, “kaspar de pierre”, Les Découvreurs, diciembre de 2017[59]
- Katia-Sofia Hakim, “kaspar de pierre de Laure Gauthier”, Place de la Sorbonne n°8, Presses de Sorbonne Université, 2018, p. 299-301[60]
- Tristan Hordé, “kaspar de pierre”, Sitaudis, julio de 2018[61]
- Isabelle Lévesque, “avec kaspar hauser ?”, TdF, n°162, mayo de 2018, Terres de femmes[62]
- Fabien Mellado, “kaspar de pierre”, Revue Phoenix, primavera de 2017, n°25, p. 148-149
- Angèle Paoli, “Laure Gauthier. Kaspar de pierre. Ceci n’est pas de la poésie”, Terres de femmes, octubre de 2017,Terres de femmes[63]
- Claire Tencin, “kaspar de pierre”, Art Press, febrero de 2018, n.º 452, p. 82[64]
- Florence Trocmé, “kaspar de pierre”, Poezibao, octubre de 2017, Poezibao[65]
- Sanda Voïca, “kaspar de pierre”, La cause littéraire, febrero de 2018[66]

### Acerca deLa cité dolente(2015)
- Dominique Boudou, “la cité dolente”, Jacques Louvain, noviembre de 2016[67]
- Pascal Boulanger, “la cité dolente”, Sitaudis, octubre de 2015[68]
- Laurent Cassagnau, “la cité dolente”, Revue Europe (93e année, n° 1038, octubre de 2015), p. 318-320
- Thibault Ulysse Comte, “La fraîcheur d’un souffle”, Revue Regain
- Elio Grasso, “la città dolente”, « La dimora del tempo sospeso », La dimora del tempo sospeso, julio de 2018[69]
- Claudio Morandini, “la città dolente”, Diacritica, abril de 2018[70]
- Luigia Sorrentino, “la città dolente”, Poesia di Luigia Sorrentino, septiembre de 2015[71]
- Claire Tencin, “la cité dolente”, Poezibao, marzo de 2018[72]
- Bonifacio Vicenzi, “il disagio di vivere nell’opera di Laure Gauthier”, Su il Sogno di Orez, septiembre de 2015[73]

### Acerca demarie weiss rot,marie blanc rouge(2013)
- Yves Boudier, “Note de Yves Boudier sur ‘marie weiss rot / marie blanc rouge’” [archive], Cahier Critique de Poésie (CCP), 102 pg., Centre International de Poésie de Marseille, octubre de 2014
- Laurent Cassagnau, “Ecrire, traduire (contre) l’origine. En lisant, en traduisant marie weiss rot / marie blanc rouge de Laure Gauthier” [archive], La Main de Thôt, n° 2, traduction, plurilinguisme et langues[74]
- Andreas Unterweger, “Übersetzen. Schreiben. Lesen. Zu Laure Gauthier : marie weiss rot / marie blanc rouge” [archive], Manuskripte, Heft 206, diciembre de 2014[75]

## Control de autoridades
- "Laure Gauthier", en Bibliothèque Nationale de France
- "Laure Gauthier", en Université de Reims Champagne-Ardennes
- "Laure Gauthier", en Ensemble Intercontemporain
- "Laure Gauthier", en Remue.net
- "Laure Gauthier", en Maison des Ecrivains et de la Littérature
- "Laure Gauthier", en Centre International de Poésie Marseille
- "Laure Gauthier", en France Culture
- "Laure Gauthier", en Marché de la Poésie
- "Laure Gauthier", en Ircam
- "Laure Gauthier", en Sitaudis